# Zeche Junger Mann & September
Die Zeche Junger Mann & September war ein Steinkohlenbergwerk im Bochumer Stadtteil Laer. Obwohl das Bergwerk eine über 80-jährige Geschichte hat, wird nur sehr wenig darüber berichtet.

## Bergwerksgeschichte
Im Jahr 1798 wurde die Mutung eingelegt. Im Jahr 1837 wurde beim Bauernhof Knösel ein Schurfschacht geteuft. Am 13. Dezember des Jahres 1842 wurde ein Längenfeld verliehen. Ob das Bergwerk in Betrieb ging, ist nicht bekannt. Im Jahr 1855 wurde das Bergwerk in Fristen gelegt. Im Jahr 1870 wurden die Kuxe der Zeche gehandelt. Etwa um das Jahr 1880 wurde die Berechtsame zur Zeche Friedlicher Nachbar zugeschlagen.